# Championnat d'Uruguay de football 1998
Navigation
Saison précédente Saison suivante
La saison 1998 du Championnat d'Uruguay de football est la quatre-vingt-seizième édition du championnat de première division en Uruguay. Les douze meilleurs clubs du pays sont regroupés au sein d'une poule unique, la Primera División, où ils s'affrontent lors de deux tournois saisonniers. Les vainqueurs de chaque tournoi s’affrontent en finale nationale pour le titre. 
C'est le Club Nacional de Football qui est sacré champion d'Uruguay cette saison après avoir remporté à la fois les tournois Ouverture et Clôture. C'est le 36e titre de champion d'Uruguay de l’histoire du club.

## Qualifications continentales
Le champion d'Uruguay est automatiquement qualifié pour la Copa Libertadores 1999. C'est par le biais de la Liguilla que l'on connaît l'autre équipe qualifiée pour la Copa Libertadores et les deux représentants uruguayens en Copa CONMEBOL 1999. Deux formations prennent également part à la Copa Mercosur 1999.

## Les clubs participants
| - CA Peñarol - Defensor Sporting Club - Club Nacional de Football - Club Social y Deportivo Villa Española - Promu de D2 - Huracán Buceo - CA River Plate | - Danubio FC - Club Atlético Bella Vista - Promu de D2 - Liverpool Fútbol Club - Rampla Juniors Fútbol Club - Montevideo Wanderers - Club Atlético Rentistas |

## Compétition

### Classement
Le barème utilisé pour établir le classement est le suivant :
- Victoire : 3 points
- Match nul : 1 point
- Défaite : 0 point

| Rang | Équipe                                  | Pts | J  | G | N | P | Bp | Bc | Diff |
| ---- | --------------------------------------- | --- | -- | - | - | - | -- | -- | ---- |
| 1    | Club Nacional de Football               | 27  | 11 | 9 | 0 | 2 | 32 | 14 | +18  |
| 2    | Club Atlético Bella VistaP              | 20  | 11 | 5 | 5 | 1 | 10 | 7  | +3   |
| 3    | Club Atlético PeñarolT                  | 18  | 11 | 6 | 0 | 5 | 15 | 14 | +1   |
| 4    | Defensor Sporting Club                  | 16  | 11 | 4 | 4 | 3 | 14 | 12 | +2   |
| 5    | CA River Plate                          | 14  | 11 | 4 | 2 | 5 | 22 | 20 | +2   |
| 6    | Montevideo Wanderers                    | 14  | 11 | 3 | 5 | 3 | 14 | 15 | -1   |
| 7    | Rampla Juniors Fútbol Club              | 13  | 11 | 3 | 4 | 4 | 10 | 13 | -3   |
| 8    | Club Atlético Rentistas                 | 12  | 11 | 2 | 6 | 3 | 10 | 12 | -2   |
| 9    | Club Social y Deportivo Villa EspañolaP | 12  | 11 | 3 | 3 | 5 | 9  | 11 | -2   |
| 10   | Huracán Buceo                           | 11  | 11 | 2 | 5 | 4 | 15 | 19 | -4   |
| 11   | Danubio Fútbol Club                     | 11  | 11 | 3 | 2 | 6 | 11 | 18 | -7   |
| 12   | Liverpool Fútbol Club                   | 10  | 11 | 2 | 4 | 5 | 7  | 14 | -7   |

| Rang | Équipe                                  | Pts | J  | G | N | P | Bp | Bc | Diff |
| ---- | --------------------------------------- | --- | -- | - | - | - | -- | -- | ---- |
| 1    | Club Nacional de Football               | 23  | 11 | 7 | 2 | 2 | 19 | 8  | +11  |
| 2    | Club Atlético Rentistas                 | 22  | 11 | 6 | 4 | 1 | 9  | 3  | +6   |
| 3    | Club Atlético River Plate               | 19  | 11 | 5 | 4 | 2 | 21 | 11 | +10  |
| 4    | Club Atlético PeñarolT                  | 19  | 11 | 6 | 1 | 4 | 25 | 20 | +5   |
| 5    | Danubio Fútbol Club                     | 19  | 11 | 5 | 4 | 2 | 12 | 7  | +5   |
| 6    | Club Atlético Bella VistaP              | 15  | 11 | 3 | 6 | 2 | 14 | 10 | +4   |
| 7    | Defensor Sporting Club                  | 13  | 11 | 2 | 7 | 2 | 12 | 14 | -2   |
| 8    | Liverpool Fútbol Club                   | 11  | 11 | 2 | 5 | 4 | 6  | 10 | -4   |
| 9    | Huracán Buceo                           | 11  | 11 | 3 | 2 | 6 | 10 | 16 | -6   |
| 10   | Rampla Juniors Fútbol Club              | 11  | 11 | 3 | 2 | 6 | 10 | 18 | -8   |
| 11   | Club Social y Deportivo Villa EspañolaP | 10  | 11 | 2 | 4 | 5 | 13 | 18 | -5   |
| 12   | Montevideo Wanderers                    | 3   | 11 | 0 | 3 | 8 | 8  | 24 | -16  |

### Classement cumulé
| Rang | Équipe                                  | Pts | J  | G  | N  | P  | Bp | Bc | Diff |
| ---- | --------------------------------------- | --- | -- | -- | -- | -- | -- | -- | ---- |
| 1    | Club Nacional de FootballOuv Clo        | 50  | 22 | 16 | 2  | 4  | 51 | 22 | +29  |
| 2    | Club Atlético PeñarolT                  | 37  | 22 | 12 | 1  | 9  | 40 | 34 | +6   |
| 3    | Club Atlético Bella VistaP              | 35  | 22 | 8  | 11 | 3  | 24 | 17 | +7   |
| 4    | Club Atlético Rentistas                 | 34  | 22 | 8  | 10 | 4  | 19 | 15 | +4   |
| 5    | Club Atlético River Plate               | 33  | 22 | 9  | 6  | 7  | 43 | 31 | +12  |
| 6    | Danubio Fútbol Club                     | 30  | 22 | 8  | 6  | 8  | 23 | 25 | -2   |
| 7    | Defensor Sporting Club                  | 29  | 22 | 6  | 11 | 5  | 26 | 26 | 0    |
| 8    | Rampla Juniors Fútbol Club              | 24  | 22 | 6  | 6  | 10 | 20 | 31 | -11  |
| 9    | Club Social y Deportivo Villa EspañolaP | 22  | 22 | 5  | 7  | 10 | 22 | 29 | -7   |
| 10   | Huracán Buceo                           | 22  | 22 | 5  | 7  | 10 | 25 | 35 | -10  |
| 11   | Liverpool Fútbol Club                   | 21  | 22 | 4  | 9  | 9  | 13 | 24 | -11  |
| 12   | Montevideo Wanderers                    | 17  | 22 | 3  | 8  | 11 | 22 | 39 | -17  |

|  | Qualification pour la Copa Libertadores 1999                                                                |
|  | Qualification pour la Liguilla pré-Libertadores                                                             |
|  | Participation au barrage de promotion-relégation                                                            |
|  | Relégation directe en deuxième division                                                                     |
|  | T : Tenant du titre Ouv : Vainqueur du Tournoi Ouverture Clo : Vainqueur du Tournoi Clôture P : Promu de D2 |

- C'est un classement cumulé des trois dernières saisons qui détermine les clubs relégués et la formation devant disputer le barrage de promotion-relégation.

### Barrage de promotion-relégation
| Équipe 1                      | Résultat | Équipe 2                   | Aller | Retour | Appui         |
| ----------------------------- | -------- | -------------------------- | ----- | ------ | ------------- |
| Club Deportivo Maldonado (D2) | 3 - 5    | Rampla Juniors Fútbol Club | 2 - 3 | 3 - 1  | 1 - 1 6-5 tab |

### Liguilla pré-Libertadores
Les clubs classés entre la 2e et la 5e place disputent la Liguilla pour déterminer les qualifiés pour la Copa Libertadores et la Copa CONMEBOL.
| Rang | Équipe                    | Pts | J | G | N | P | Bp | Bc | Diff |  | Résultats (▼ dom., ► ext.) | BVi | Peñ | Ren | RPl |
| ---- | ------------------------- | --- | - | - | - | - | -- | -- | ---- |  | -------------------------- | --- | --- | --- | --- |
| 1    | Club Atlético Bella Vista | 7   | 3 | 2 | 1 | 0 | 4  | 1  | +3   |  | Club Atlético Bella Vista  |     | 1-1 | 1-0 | 2-0 |
| 2    | Club Atlético Peñarol     | 7   | 3 | 2 | 1 | 0 | 4  | 1  | +3   |  | Club Atlético Peñarol      |     |     | 1-0 | 2-0 |
| 3    | Club Atlético Rentistas   | 3   | 3 | 1 | 0 | 2 | 3  | 3  | 0    |  | Club Atlético Rentistas    |     |     |     | 3-1 |
| 4    | CA River Plate            | 0   | 3 | 3 | 0 | 0 | 1  | 7  | -6   |  | CA River Plate             |     |     |     |     |

|  | Qualification pour la Copa Libertadores 1999 |
|  | Qualification pour la Copa CONMEBOL 1999     |

Match pour la première place :
| 24 novembre 1998 | Club Atlético Bella Vista | 1 - 0 | Club Atlético Peñarol |  |
|                  | Phillipauskas 66e         |       |                       |  |

- Club Atlético Bella Vista se qualifie pour la Copa Libertadores. Normalement qualifié pour la Copa CONMEBOL 1999, Peñarol laisse sa place à CA River Plate car il est déjà engagé en Copa Mercosur 1999 et les deux compétitions ont lieu en même temps.

## Bilan de la saison
| Championnat d'Uruguay de football 1998 |                                               |
| Champion                               | Club Nacional de Football (36e titre)         |
| Qualifications continentales           |                                               |
| Copa Libertadores 1999                 | Club Nacional de Football                     |
| Copa Libertadores 1999                 | Club Atlético Bella Vista                     |
| Copa CONMEBOL 1999                     | CA River Plate                                |
| Copa CONMEBOL 1999                     | Club Atlético Rentistas                       |
| Copa Mercosur 1999                     | Club Nacional de Football                     |
| Copa Mercosur 1999                     | Club Atlético Peñarol                         |
| Promotions et relégations              |                                               |
| Promus en Primera División             | Paysandú Bella Vista                          |
| Promus en Primera División             | Club Deportivo Maldonado                      |
| Promus en Primera División             | Tacuarembó Fútbol Club                        |
| Promus en Primera División             | Club Atlético Cerro                           |
| Promus en Primera División             | Club Social y Deportivo Frontera Rivera Chico |
| Relégués en Primera B                  | Montevideo Wanderers                          |
| Relégués en Primera B                  | Club Social y Deportivo Villa Española        |